# Петрония (съпруга на Вителий)
Вижте пояснителната страница за други личности с името Петрония.
Петрония (на латински: Petronia) e римска аристократка, първата съпруга на по-късния император Вителий.
Петрония произлиза от рода (gens) Петронии. Дъщеря е на авгура и суфектконсул през 19 г. Публий Петроний, който след свекъра ѝ Луций Вителий през 39 г. става легат на Сирия. Сестра е на Тит Петроний Арбитер, близък на Нерон и автор на „Сатирикон“.
В първия си брак Петрония е омъжена за по-късния император Авъл Вителий. От този брак тя има син, Вителий Петрониан, който е убит от баща си. Патрония се разделя с алкохолика Вителий и се омъжва за Гней Корнелий Долабела, роднина на по-късния император Галба. От него тя има син Сервий Корнелий Долабела Петрониан, консул през 86 г.